# Walter Ritter von Baeyer
Walter Ritter von Baeyer (Monaco di Baviera, 28 maggio 1904 – Heidelberg, 26 giugno 1987) è stato uno psichiatra tedesco.
Nel dopoguerra Baeyer fornì importanti impulsi alla psichiatria tedesca, in particolare alla psichiatria sociale. Durante il suo mandato ebbe luogo anche il conflitto con il Sozialistisches Patientenkollektiv (SPK) di Heidelberg.
Von Baeyer ha studiato tra l'altro attraverso la psichiatria le vittime del nazismo, e in questo contesto ha esaminato i sopravvissuti ebrei dell'Olocausto che avevano sviluppato sintomi psichiatrici.

## Biografia

### Famiglia
Walter Ritter von Baeyer era il figlio dell'ortopedico e professore universitario Hans Ritter von Baeyer e di sua moglie Hildegard von Baeyer, nata Merkel (1882–1958). Suo nonno era Johann Friedrich Wilhelm Adolf Ritter von Baeyer (1835-1917), che ricevette il Premio Nobel per la chimica nel 1905.
Dal 1936 era sposato con Marie Wanda Baeyer, nata von Katte (1911–1997), che, tra l'altro, era a capo del comitato giuridico delle associazioni femminili bavaresi e docente di psicologia. La coppia aveva due figli e una figlia.

### Studio ed inizi della carriera
Dal 1922 Baeyer studiò Medicina presso le università di Monaco, Berlino e Heidelberg, concludendo con l'esame di stato nel 1927. Ha conseguito il dottorato nel 1927, che conseguiva l'anno successivo, insieme all'abilitazione.
Ha trascorso il suo tirocinio medico presso gli ospedali universitari di Monaco, Berlino e Heidelberg. Ha poi lavorato come assistente medico presso il dipartimento di Neurologia dell'Ospedale universitario di Breslavia e il dipartimento di psichiatria dell'Ospedale universitario di Heidelberg. A Heidelberg fu allievo dello psichiatra Karl Wilmanns dal 1929 al 1933.

### Era nazista e seconda guerra mondiale – ufficiale medico
Dal gennaio 1934 al marzo 1935 lavorò come assistente ricercatore nel dipartimento di genealogia dell'Istituto Kaiser Wilhelm di psichiatria sotto Ernst Rüdin a Monaco.
Dal 1935 al 1945 fu ufficiale medico della Wehrmacht e durante la seconda guerra mondiale come consulente psichiatra presso la 16a. divisione della Wehrmacht sul fronte orientale, da ultimo con il grado di medico di stato maggiore . Tra i suoi compiti come consulente psichiatra militare figurava anche la preparazione di rapporti sui cosiddetti "nevrotici di guerra" nell'ambito dei processi davanti alla corte marziale . Durante la guerra lavorò sulla psicopatia e, nelle fasi finali della guerra, anche sul tifo. L'abilitazione alla professione psichiatria gli venne però negata nel 1944 l'abilitazione Università di Monaco da parte di alcuni docenti nazisti

### Dopoguerra – professore universitario a Heidelberg
Dopo la fine della guerra ebbe un “periodo senza incarico” tra maggio e settembre 1945. Dal 15 settembre 1945 al 31 ottobre 1955 ricoprì la carica di primario nel reparto psichiatrico e neurologico dell'ospedale municipale di Norimberga e fu nominato Consulente Medico Superiore. Nel 1947 ottenne l'abilitazione in neurologia e psichiatria da Friedrich Meggendorfer a Erlangen, che in precedenza gli era stata negata, e lì divenne professore associato nel marzo 1948. Alla fine di ottobre 1955 divenne il successore di Kurt Schneider come professore e direttore della Clinica psichiatrica-neurologica di Heidelberg . Dall'agosto 1960 fu per un anno direttore della facoltà di medicina dell'Università di Heidelberg, dove lavorò fino al suo pensionamento nel marzo 1972.
Dal 1966 al 1971 fu vicepresidente della Federazione Mondiale di Psichiatria .
Dal 1964 è membro del consiglio direttivo dell'Associazione tedesca per la previdenza pubblica e privata.
È stato uno dei fondatori del Comitato di psicobiologia (medicina dei disastri) della Commissione di protezione presso il Ministero federale degli Interni .
Nel 1975 ha co-fondato l'Istituto Centrale per la salute mentale a Mannheim .
Nel 1977 è stato cofondatore dell'Associazione tedesca contro l'abuso politico della psichiatria (DVpMP), che dal 1999 si chiama Società Walter von Baeyer per l'etica in psichiatria.